# 名高達男
名高 達男（なだか たつお、1951年2月9日 - ）は、日本の俳優、画家、タレント。血液型はA型。プロダクション尾木所属。
京都府京都市伏見区出身。金沢工業大学機械工学科卒業。

## 略歴
実家は鉄工所を経営しており、兄が経営志望、自身が技術志望で高校を卒業後、高専を経て金沢工業大学へ入学。
卒業間近、京都へ一旦帰ろうと金沢駅に行ったところ、そこで著名なモデルがサイン会をしており、そのモデルから「東京でモデルをしないか」と誘われた。最初は興味がなかったが、モデルで得られるという収入が当時の大卒初任給の何倍もあることや、そのモデルがあちこちの雑誌に出ていることを知り、興味が湧いて名高 達朗の芸名でファッションモデルとして活動。
モデルを長く続ける意志はなかったため、数年後には京都へ帰ろうと思っていた頃、俳優業を勧められスカウトを受けた。食事もままならないほど悩んだ挙げ句、役者になることを決意。
1976年、TBS『東芝日曜劇場』「婚約時代」（十朱幸代主演、石井ふく子プロデュース）から本格的な俳優業に転じた。
1979年、東京12チャンネル『おやこ刑事』で主演に抜擢された。
1980年から芸名を名高 達郎とし、『ザ・ハングマン』シリーズにレギュラー出演。第3シリーズ以降は主演を務め、スポーツマンらしい恵まれた体格を持つダンディーな風貌で人気を決定付けた。1994年に美輪明宏の勧めにより名高 達男に改名した。バラエティ番組では親交の深い俳優山城新伍が司会を担当したフジテレビ『アイ・アイゲーム』に解答者としてレギュラー出演していた。近年はテレビドラマでの悪役やNHK大河ドラマ『功名が辻』に出演したほかテレビ東京系『土曜スペシャル』など旅番組やグルメ番組のリポーターとしても活動している。
1986年にタレント西尾かおるとの婚約を破棄し話題を呼んだ。記者会見では、芸能レポーターからの質問に、沈痛な表情で「お答えできません」を連発した。婚約解消の理由は諸説あるが、未だに名高本人の口からその理由は語られていない。その後、1994年に女優中島ゆたかの姪にあたる17歳年下の女性と結婚した。仲人を務めたのは名高が尊敬する俳優小林桂樹であった。一男一女あり。
2011年、名高がプロデュースを手がけた男性用小物ブランド「Nコレクション」を発表。テレビショッピング専門チャンネルQVCにて販売を開始した。

### 事故
2012年1月26日、東京都品川区内の都道で信号待ちのため減速した名高の自家用車に後続車が追突した。そのはずみで名高の車も前方の車と衝突することとなり、合計4台の玉突き事故となった。事故原因は追突した車の運転手の居眠り運転のためとされ、名高はむち打ち症の症状があるものの症状は軽く、既に決まっていた仕事は予定通り行った。

## 人物
- 愛車はスチュードベーカー社製のジープ「ゴールデンホーク」で、名高が代表を務める個人事務所と同名である。
- ウィンストンを長年喫煙していた喫煙者であったが、現在は禁煙しているという。
- 熱狂的な読売ジャイアンツのファンであり、『ルビコンの決断』に元球団代表清武英利役で主演したことがある。
- 正論2023年1月号の井上和彦によるインタビューに登場し、自らの保守的な政治信条を語った。「（特攻を）アメリカ人は神風と言ってものすごく恐れた。あまりにもアメリカの戦力が大きすぎて太刀打ちできるようなものではありませんでいたが、一矢は報いました。それが日本人の美学でもあり、そこに当時の日本人の魂を感じます。」「（特攻は無駄死にではない）ということは自分は声を大にして言いたい。それが特攻で死んでいった英霊に対する、今生きる日本人の最低限の責務ではないでしょうか。」、「（北朝鮮のミサイル発射について）政治家がそろって遺憾に思うばかりなのも残念です。遺憾に思うというだけで済む話ではないでしょう。もう日本列島の上空を超えるミサイルを撃ってきているわけですから。」、「日本人は自分の家族であるとか国を守るために命をかけることができる。ほかの国の人たちも国のために戦いますが、次元を超えたものが日本人にあると感じます。」と発言した。

## 出演

### テレビドラマ
- 土曜ドラマ / 松本清張シリーズ・依頼人（1977年、NHK総合） - 秘書
- 同心部屋御用帳 江戸の旋風IV（1978 - 1979年、フジテレビ） - 立木十三郎
- 森村誠一シリーズ / 青春の証明（1978年、毎日放送）
- おやこ刑事（1979年4月3日 - 9月25日、テレビ東京） -  主演・柴田文吾
- 江戸の激斗（1979年、フジテレビ） - 篠原道之介
- 土曜ワイド劇場（テレビ朝日）
  - 京都妖怪地図2 きらら坂に棲む400歳の氷女（1981年8月） - 山村三郎 役、孫四郎（山村三郎の前世）
  - 息子殺し（1981年）
  - 炎の大滑降 愛する男を殺された魔性の女 巨大雪崩を誰が起こしたか?[注釈 1]（1984年1月28日） -  主演・九頭竜浩司
  - 殺意の終着駅（1986年） -  主演・川口哲也
  - 披露宴ツアー殺人事件（1988年）
  - 牟田刑事官事件ファイル11（1989年）
  - アルプス秘湯推理旅行（1990年） - 二階堂警部
  - かえ玉結婚式殺人事件（1992年） - 長尾啓介
  - 札幌時計台殺人事件（1993年） -  主演・宮之原昌之
  - 桜吹雪美人スリ三姉妹がいくヌードギャルの入れ墨をスリとれ（1997年3月）
  - 京都の芸者弁護士事件簿シリーズ（1997年 - 2001年） - 小倉良平
  - 一発勝負!2001年、完全犯罪の女（2001年） - 高梨哲生
  - 隠蔽捜査2〜果断〜（2008年10月） - 小田切貞夫
  - 天才刑事・野呂盆六5 富山・宇奈月温泉復讐殺人!（2010年6月12日） - 土橋大造
- 爆走!ドーベルマン刑事（1980年、テレビ朝日） - 矢部雄二
- 虹子の冒険（1980年 - 1981年、テレビ朝日） - 尾形秀男
- 痛快!ピッカピカ社員（1980年 - 1981年、日本テレビ） - 梅原純一
- 巨大熊との死闘 アラスカの白い牙 - 小林
- ザ・ハングマンシリーズ（テレビ朝日）
  - ザ・ハングマン（1981年） - デジコン／加納良次
  - ザ・ハングマンII（1982年） - デジコン／加納良次
  - 新ハングマン（1983年 - 1984年） -  主演・E・T／結城五郎
  - ザ・ハングマン4（1984年 - 1985年） -  主演・サファリ／結城五郎
  - ザ・ハングマン6（1987年） -  主演・フラッシュ／矢吹良介
- 気になる天使たち （1981年、フジテレビ） -  主演
- 木曜ゴールデンドラマ「五辮の椿・復讐に燃える女の怨念」（1981年、読売テレビ）
- 大河ドラマ（NHK総合）
  - 峠の群像（1982年） - 高田郡兵衛
  - 炎立つ（1993年 - 1994年） - 清原武貞
  - 功名が辻（2006年） - 丹羽長秀
- ロウソクが消えない ママ、わたし話したいの（1982年、テレビ朝日）
- 平岩弓枝ドラマシリーズ「花ホテル」（1983年、フジテレビ）
- 弐十手物語（1984年、フジテレビ） - -  主演・飯伍
- 金曜ドラマ / 夫婦生活（1985年、TBS）
- 未婚の女医の診察室（1985年、テレビ朝日）
- 月曜ワイド劇場「サンデー兆治の妻　愛のカムバック！涙の向うに明日がある」（1986年、テレビ朝日/国際放映） -   主演・村田兆治
- 現代恐怖サスペンス「無邪気な女」（1988年、関西テレビ / アズバーズ）
- 新春サスペンス「雪は死の粧い」（1989年1月3日、テレビ東京 / アマチ企画）
- 月曜・女のサスペンス「華やかな死体・愛と哀しみの不在証明」（1989年5月、テレビ東京 / アマチ企画）-  主演
- 海照らし（1989年11月 - 12月、NHK総合） -  主演・宮前左智彦
- 田村正和刀化粧（1989年9月、TBS） - 丸橋忠弥
- 私を海まで流して（1990年7月 - 8月、テレビ朝日）
- 町奉行日記（1992年、フジテレビ）
- 12時間超ワイドドラマ（テレビ東京）
  - 徳川武芸帳 柳生三代の剣（1993年） - 宮本武蔵
  - 赤穂浪士（1999年） - 小林平七
- 金曜エンタテイメント 女優 夏木みどりシリーズ5（1993年、フジテレビ）
- 火曜サスペンス劇場（日本テレビ）
  - 取調室7（1997年） - 小月参次郎
  - 身辺警護4（1999年） - 沢井正彦
- ドラマ30 / ひとりじゃないの」（2001年10月 - 11月、TBS） - 寺西俊雄
- 夫婦漫才（2001年、TBS（BS-i） - 辻本マサハル
- 真珠夫人（2002年4月 - 6月、東海テレビ） - 宮畑
- 真珠夫人 完結版（2002年9月、東海テレビ） - 宮畑
- オウム対警察 史上最大の作戦（2004年、日本テレビ） - 東京地方検察庁検事
- ドラマ・コンプレックス / 私が私であるために（2006年、日本テレビ） - 渡部医師 （特別出演）
- 特命係長 只野仁（3rdシーズン） 第27話（2007年、テレビ朝日） - 梶原剛司
- 愛の流刑地（2007年、日本テレビ） - 裁判長
- 水戸黄門
  - 第37部第20話「男意気地の悪退治・松島」（2007年） - 長兵衛
  - 第39部第5話「ゴリ押し父子の悪企み・赤穂」（2008年） - 北村外記
- 点と線（2007年） - 警視庁捜査二課・寺崎課長
- ジョシデカ!-女子刑事-（2007年） - 時田章吾
- 松本清張スペシャル 殺人行おくのほそ道（2007年） - 横山道夫
- 7人の女弁護士第2シリーズ第10話（2008年） - 和泉哲夫
- ごくせん第3シリーズ第10話（2008年） - 緒方達彦
- 氷の華（2008年、テレビ朝日） - 橋本警視
- 愛讐のロメラ（2008年、フジテレビ（東海テレビ）） - 加賀美英夫
- 水曜ミステリー9（テレビ東京）
  - 神楽坂署生活安全課5（2008年10月） - 田所新次郎
  - 金沢のコロンボ3（2016年8月17日） - 島森麟太郎
- 小児救命（2008年10月 - 12月） - 森崎潤一郎
- ヴォイス〜命なき者の声〜（2009年1月 - 3月、フジテレビ） - 石末貴之
- Go Ape ゴー・エイプ（2009年3月、WOWOW） - 荻原代議士
- アタシんちの男子（2009年4月、フジテレビ） - 岩本
- 経済ドキュメンタリードラマ ルビコンの決断（2009年10月、テレビ東京） -  主演・ 清武英利
- 不毛地帯（2010年2月、フジテレビ） - 神尾専務 役
- 警視庁取調官 落としの金七事件簿（2010年5月29日、テレビ朝日） - 刑事部長
- 鬼龍院花子の生涯 （2010年6月6日、テレビ朝日） - 荒磯
- GOLD（2010年8月19日、フジテレビ） - 神代洋治
- 検事・鬼島平八郎（2010年10月22日、朝日放送・テレビ朝日） - 樋村孝四郎
- 美しい隣人（2011年3月1日、関西テレビ・フジテレビ） - 溝田常務
- 美咲ナンバーワン!!（2011年3月16日、日本テレビ） - 淀川理事長
- ハンチョウ〜神南署安積班〜シリーズ4 〜正義の代償〜 最終話（2011年6月27日、TBS） - 警察庁刑事局長
- テンペスト（2011年7月 - 9月、NHK BSプレミアム） - 宜野湾親方
- 越境捜査3（2011年12月22日、テレビ朝日） - 高村直隆
- 知られざる幕末の志士 山田顕義物語（2012年1月2日、毎日放送・TBS） - 高松勘兵衛
- 鍵のかかった部屋（2012年4月16日、フジテレビ） - 小高頭取
- 踊る大捜査線 THE LAST TV サラリーマン刑事と最後の難事件（2012年9月1日、フジテレビ） - 猿渡亮二
- 好好!キョンシーガール〜東京電視台戦記〜（2012年10月 - 12月、テレビ東京） - バンバン(大人)
- ビブリア古書堂の事件手帖 第10話（2013年3月18日、フジテレビ） - 鹿山義彦
- ラスト♡シンデレラ（2013年4月 - 6月、フジテレビ） - 大神隆志
- 金曜プレステージ / 検事・霞夕子4（2013年6月7日） - 佐伯徳馬
- 新春ドラマスペシャル “新参者”加賀恭一郎「眠りの森」（2014年1月2日、TBS） - 真野管理官
- スペシャリスト2（2014年3月8日、テレビ朝日） - 出水宣郎
- トクボウ 警察庁特殊防犯課 第1話（2014年4月3日、読売テレビ） - 峰岸邦夫
- マルホの女〜保険犯罪調査員〜 第8話、最終話（2014年6月6日、13日、テレビ東京） - 葺本忠直
- 容疑者は8人の人気芸人（2015年4月18日、フジテレビ） - 西湾岸署幹部
- 医師たちの恋愛事情 第9話（2015年6月4日、フジテレビ） - 辺見義剛
- リスクの神様 第3話・第9話（2015年7月22日・9月9日、フジテレビ） - 薮谷虎之助
- 月曜ゴールデン / 北海道警察4」（2015年9月21日、TBS） - 薬師政孝
- 釣りバカ日誌〜新入社員 浜崎伝助〜（2015年10月 - 12月、テレビ東京） - 岡本専務
- 青春探偵ハルヤ〜大人の悪を許さない!〜 第9話（2015年12月10日、読売テレビ） - 秋山耕治
- スペシャルドラマ「仮釈放の条件　出口の裁判官　岬真斗香」（2016年3月13日、テレビ東京） - 稲葉賢作
- やすらぎの郷（2017年4月 - 9月、テレビ朝日） - 名倉修平
- トレース〜科捜研の男〜 第2話（2019年1月14日、フジテレビ） - 真田和寿
- 日曜プライム / 庶務行員 多加賀主水が許さない2（2019年2月10日、テレビ朝日） - 吉川栄
- やすらぎの刻〜道（2019年 - 2020年、テレビ朝日） - 名倉修平
- ラジエーションハウス〜放射線科の診断レポート〜 第9話 - 最終話（2019年6月3日 - 17日、フジテレビ） - 辻村丈介
- 新春3夜連続ドラマ 破天荒フェニックス 最終夜（2020年1月5日、テレビ朝日） - 京極[2]
- 四国らしんばん / シコクディグ 軍神と記者 〜特攻 封じられた本心〜 （2025年8月1日、NHK） - 主演・記者 小野田政

### 映画
- 渚の白い家（1978年） - 青年
- マイ・ロード（1980年） - ヒロシ
- 飛鳥へ、そしてまだ見ぬ子へ（1982年） -  主演・野中一彦
- 制覇（1982年） - 山田日出男（東日タイムズ記者）
- 菩提樹の丘（1985年） - 宮園厳
- 沙耶のいる透視図（1986年）-  主演・ 橋口裕
- 花園の迷宮（1988年） - 武宮中尉
- 嵐が丘（1988年） - 西の荘光彦
- 姐御（1988年） - 片倉弘
- 悲しきヒットマン（1989年） - 吉田征二
- 民暴の帝王（1993年） - 山本雄也
- ゴト師株式会社II（1994年） - 鳥羽
- 女飼い（1996年） -  主演・ 秋島竜次
- Nile ナイル（1999年） - 野口明
- 修羅がゆく10 北陸代理決戦（2000年） - 元・岸田組実行部隊 向井敬
- 極道三国志5 山陽道10年戦争（2000年） - 平尾雄二
- 新GONIN（2000年） - 吉岡組若頭 宇田川良造
- Star Light（2001年） - 高階俊一
- 獅子の血脈（2001年） - 仁風会幹事長 時任甚八
- 修羅の群れ（2002年） - 石津組代貸 石井隆司
- 走れ!ケッタマシン ウェディング狂奏曲（2002年） - 榊原忠志
- 極道はクリスチャン/修羅の抗争（2004年） - 花形銀次
- 私は貝になりたい（2008年） - 足立
- 相棒 -劇場版II- 警視庁占拠! 特命係の一番長い夜（2010年） - 松下伊知郎
- 流れる雲よ（2011年）
- 彼女は海へ（2012年）
- ×ゲーム2（2012年4月、ジョリー・ロジャー） - 木下孝夫（刑事）
- アウトレイジ ビヨンド（2012年） - 白山広（山王会幹部）
- 無花果の森（2014年） - 三浜作次郎
- クローバー（2014年）
- アウトレイジ 最終章（2017年） - 白山広（山王会三代目会長）

### Vシネマ
- 殺意の循環 犯人は誰だ！ 推理篇・解決篇（1988年、シネジャーナルプロダクション、エルシック）- 主演・和田暢彦
- マニラ⇔東京 復讐の捜査線 殺意の熱い砂 推理篇・解決篇（1990年、ブイ・コーポレーション）- 主演・和田暢彦
- 悪徳の勲章 Black Cop（1992年、東映ビデオ） - 主演・警視庁捜査4課刑事 島崎
- 暗黒街の勲章 マニラ極道戦争（1992年、東映ビデオ） - 主演・神崎修治(マニラの暗黒街を仕切る男)
- 暴力列島 ダーティーマネージャック（1992年、東映ビデオ） - 主演・原口泰三(ヤクザ)
- 雀鬼外伝 東海道麻雀無宿（1996年、徳間ジャパンコミュニケーションズ）- 西
- 示談屋（2000年、 GPミュージアムソフト） - 大蔵省官僚 （※友情出演）
- 殺し屋PAZUZU（2000年、 G Pミュージアムソフト） - 若頭 カドワキ
- 愚連隊の神様 万寿十一伝説 紅連 〜大陸からの刺客〜（2002年、徳間コミュニケーションズ）
- 梁山泊 ファミリー（2003年、ラスカル） - 梁山泊幹部 石橋
- 流し屋 鉄平（2015年、東映ビデオ） - 音楽プロデューサー 金杉安雄
- YOKOHAMA BLACK3,4,5,6（2017年 - 2018年、オールインエンタテインメント） - 東北連合会長 草壁吾郎[3]
- 日本極道戦争3・4（2019年、オールインエンタテインメント） - 小樽 元・道心会葛城組組長 葛城信二

### 舞台
- 恋歌（1986年）
- 嫁の座（1986年）
- 花影の花（1992年） - 大石内蔵助
- 七つの海のティコ（1994年） - スコット・シンプソン
- 美食倶楽部（1995年）
- 危険なダブルキャスト（1995年）
- ホロー荘の殺人（1995年） - コフーン警部
- 夫婦善哉（1996年）- 柳吉
- 坊ちゃん（1996年）- 山嵐
- 黒蜥蜴 （1997年）- 明智小五郎
- 新派公演～ある八重子物語（1997年）- 特別参加
- 新派公演～はつ雪・こな雪・ぼたん雪（1997年）- 特別参加
- ミュージカル スター誕生 （1998年）- 藤田博（映画スター）
- 満ちたりぬ月 （1998年）
- 女優ーその恋（2000年）- 島村抱月
- 友情～秋桜のバラード～（2000年）- 岡野医師（特別ゲスト）
- 新派公演～太夫さん じゅんさい女房（2000年）
- おしゃべり伝六捕物帖（2002年） - 近藤右門
- 一本刀土俵入り （2002年） - 茂兵衛
- 天功夢燦燦（2002年） - 引田天功
- 博多思案橋 （2003年）
- ミュージカル JIROCHO（2003年） - 主演・清水次郎長
- ニューヨーク青春物語/アランとバディ（2004年） - ミスター・ベーカー
- 中村美律子特別公演/華麗！美律子の名曲花舞台（2004年） - 蜂須賀小六、土方歳三、紺野、青年将校
- ミュージカル アニー（2005年）- 主演・ウォーバックス
- トラップ一家物語（2005年）- トラップ大佐
- 罠（2007年）
- 恋桜（2009年）
- 流れる雲よ〜未来から愛を込めて〜（2010年）- 宇佐美護大佐
- アンタッチャブル（2011年） - マイク・アンダーソン
- SHINGEN ～風林火山落日～（2011年） - 武田信廉（クローディアス）
- 樅ノ木は残った（2013年）
- 月虹（2014年）- 主演
- 走れメロス（2014年）- ディオニス王
- 龍が如く (2015年） -  風間新太郎
- 芝桜 （2016年)
- 俺は、君のためにこそ死ににいく（2022年） -  大西瀧治郎海軍中将
- 武士の献立 （2024年） -  語り部
- プッチーニの愛した女たち（2024年） -   プッチーニ
- 友情～秋桜のバラード～ （2025年）- 主演・野本信吾
- 祖国への挽歌（2025年)

### バラエティ
- THEプレゼンター「20世紀最大の大発見！体長15m肉食恐竜ミゴー捕獲!!」（1994年9月、TBS） - 探検隊長[4]
- アイ・アイゲーム（フジテレビ）
- タカトシ×くりぃむのペケ×ポン（フジテレビ） - 「MAX敬語」（社長役）

### 配信番組
- 名高達男のハングマンが今を斬る!（2020年10月12日 - 2021年4月19日、鳥越アズーリFM）

### CM
- アサヒビール「アサヒ本生」（1980年）
- 武田薬品工業（現アリナミン製薬）「アリナミンA25」（1980年4月 - 1987年5月）
- 博多やまや「からし明太子」（1982年）
- 東芝「最洗ターン」（1984年）
- ロト7

## ディスコグラフィ

### シングル
| 発売日         | 規格           | 規格品番       | 面             | タイトル       | 作詞           | 作曲           | 編曲           |
| トリオレコード | トリオレコード | トリオレコード | トリオレコード | トリオレコード | トリオレコード | トリオレコード | トリオレコード |
| -------------- | -------------- | -------------- | -------------- | -------------- | -------------- | -------------- | -------------- |
| 1983年         | EP             | 3B-749         | A              | 渚の恋人       | 高木麻早       | 高木麻早       | 中島正雄       |
| 1983年         | EP             | 3B-749         | B              | 妹だから       | 嶺岸未来       | 森田公一       | 中島正雄       |

| Hanil Japan | Hanil Japan | Hanil Japan | Hanil Japan | Hanil Japan | Hanil Japan | Hanil Japan | Hanil Japan |
| ----------- | ----------- | ----------- | ----------- | ----------- | ----------- | ----------- | ----------- |
| 2001年      | EP          | Hanil-2001  | A           | 酒場で      | 意乃村酔    | 叶江正典    | 小杉仁三    |
| 2001年      | EP          | Hanil-2001  | B           | 君とふたり  | 意乃村酔    | 叶江正典    | 小杉仁三    |

### アルバム
| 発売日         | 規格           | 規格品番       | タイトル |
| トリオレコード | トリオレコード | トリオレコード | トリオレコード |
| -------------- | -------------- | -------------- | --- |
| 1983年2月21日  | LP             | 3B-25016       | 素足のままで ※ 注記以外、編曲：中島正雄。 ※ オリコン最高位73位、登場回数2回、売上0.2万枚。 A面 1. 風の旅人 - 作詞：嶺岸未来、作曲：岡田史郎 2. 渚の恋人 - 作詞・作曲：高木麻早 3. Sail Away - 作詞：高木麻早、作曲：佐藤八郎、編曲：入江純 4. 秋物語 - 作詞：高木麻早、作曲：中村泰士 5. 月夜のセレナーデ - 作詞：山科晴義、作曲：網倉一也 B面 1. 愛は素顔のままで - 作詞：るい、作曲：佐藤八郎 2. とまどい - 作詞：遠藤幸三、編曲：網倉一也 3. 妹だから - 作詞：嶺岸未来、作曲：森田公一 4. あいつの街へ - 作詞：嶺岸未来、作曲：加瀬邦彦 5. Rain Blues - 作詞・作曲：高木麻早 |